# Oracle E-Business Suite
Oracle E-Business Suite (рус. пакет приложений электронного бизнеса, используется также сокращение OEBS, в 1990-е годы был известен как Oracle Applications — рус. приложения Oracle) — тиражируемый интегрированный комплекс прикладного программного обеспечения производства компании Oracle, включающий функциональные блоки ERP, CRM, PLM. Предназначен для автоматизации основных направлений деятельности предприятий, в том числе: финансов, производства, управления персоналом, логистики, маркетинга, сбыта и продаж, обслуживания заказчиков, взаимоотношений с поставщиками и клиентами и других. Развитие и техническая поддержка данного приложения продлена как минимум до 2031 года.

## Модули и подсистемы Oracle E-Business Suite
- Управление эффективностью бизнеса (CPM)
- Управление материальными потоками
- Управление взаимоотношениями с клиентами
- Финансы
- Управление активами предприятия (EAM)
- Управление техобслуживанием и ремонтами
- Система управления персоналом (HR)
- Управление производством
- Управление проектами организаций
- Финансовый сервис
- Управление жизненным циклом
- Управление логистикой